# Ennery (Moselle)
 (mai 2025).
Si vous disposez d'ouvrages ou d'articles de référence ou si vous connaissez des sites web de qualité traitant du thème abordé ici, merci de compléter l'article en donnant les références utiles à sa vérifiabilité et en les liant à la section « Notes et références ».
Pour les articles homonymes, voir Ennery.
Ennery est une commune française située dans le département de la Moselle, en région Grand Est.

## Géographie

### Localisation
Le village est situé sur la rive droite de la Moselle, à douze kilomètres au nord de Metz, six kilomètres de Maizières-lès-Metz, huit kilomètres au nord-ouest de Vigy et à quinze kilomètres au sud-sud-est de Thionville.

### Géologie et relief
Hydrogéologie et climatologie : Système d’information pour la gestion des eaux souterraines du bassin Rhin-Meuse :
Territoire communal : Occupation du sol (Corinne Land Cover); Cours d'eau (BD Carthage),
Géologie : Carte géologique; Coupes géologiques et techniques,
 Hydrogéologie : Masses d'eau souterraine; BD Lisa; Cartes piézométriques.
Ennery est implanté entre la Moselle et une ancienne voie romaine et non loin d’une ancienne voie antique établie sur la rive gauche de la rivière. Celle-ci traverse le ban communal du sud au nord, inondant régulièrement les prés avoisinants et pouvant même atteindre les abords du village (crues de 1947, 1982 et 1983).
Le pont entre Ennery et Hauconcourt avait été dynamité par les Français en 1940. Un nouveau pont a donc été créé en 1948 par l'ingénieur Rapilly. Avec une armature en acier lorrain et les immenses câbles qui le tenait suspendu, le pont « Rapilly » avait fière allure. De plus, en raison de ses dimensions, cet ouvrage d'art était le seul de cette taille dans tout l'est de la France[réf. nécessaire]. En 2011, le Conseil Général diagnostique une importante dégradation du pont nécessitant sa reconstruction et fait de ce projet une priorité (le Pont Rapilly étant un axe de communication incontournable dans le secteur). Le lancement officiel des travaux commence en février 2013 pour s'achever en mai 2014. Le nouveau pont est désormais un "Bow string" (structure à 2 arcs métalliques). Cette technique a permis d'élargir le pont et d'intégrer des voies sécurisées dédiées aux modes de déplacement doux (piétons, vélos, cavaliers). Mais surtout sa solidité permet désormais de rétablir le trafic des poids lourds et de l'ouvrir aux convois exceptionnels.

### Sismicité
Commune située dans une zone 1 de sismicité très faible.

### Climat
Pour des articles plus généraux, voir Climat du Grand Est et Climat de la Moselle.
En 2010, le climat de la commune est de type climat des marges montargnardes, selon une étude du Centre national de la recherche scientifique s'appuyant sur une série de données couvrant la période 1971-2000. En 2020, Météo-France publie une typologie des climats de la France métropolitaine dans laquelle la commune est exposée à un climat semi-continental et est dans la région climatique Lorraine, plateau de Langres, Morvan, caractérisée par un hiver rude (1,5 °C), des vents modérés et des brouillards fréquents en automne et hiver.
Pour la période 1971-2000, la température annuelle moyenne est de 9,8 °C, avec une amplitude thermique annuelle de 16,7 °C. Le cumul annuel moyen de précipitations est de 763 mm, avec 11,9 jours de précipitations en janvier et 9 jours en juillet. Pour la période 1991-2020, la température moyenne annuelle observée sur la station météorologique de Météo-France la plus proche, « Malancourt », sur la commune d'Amnéville à 7 km à vol d'oiseau, est de 10,2 °C et le cumul annuel moyen de précipitations est de 884,1 mm. 
La température maximale relevée sur cette station est de 39,3 °C, atteinte le 25 juillet 2019 ; la température minimale est de −17,9 °C, atteinte le 5 janvier 1985,,.
Les paramètres climatiques de la commune ont été estimés pour le milieu du siècle (2041-2070) selon différents scénarios d'émission de gaz à effet de serre à partir des nouvelles projections climatiques de référence DRIAS-2020. Ils sont consultables sur un site dédié publié par Météo-France en novembre 2022.

### Voies de communications et transports

#### Voies routières
Ennery est desservie par l'autoroute A4, aussi appelée autoroute de l’Est, qui relie d'est en ouest Strasbourg à Paris et se situe à quelques kilomètres de la croix d'Hauconcourt qui est en liaison nord-sud avec l'autoroute A31 - A6 - A7. La desserte routière du village est assurée par les RD 1 et 52.

#### Transports en commun
- Fluo Grand Est.

#### Lignes SNCF
- La voie ferrée industrielle dessert la ZAC des Jonquières, le pôle industriel d'Ennery, siège de très nombreuses entreprises.

| Ay-sur-Moselle | Trémery | Flévy              |
| Talange        | Ennery  | Chailly-lès-Ennery |
| Hauconcourt    | Argancy |                    |

### Hydrographie et les eaux souterraines
La commune est située dans le bassin versant du Rhin au sein du bassin Rhin-Meuse. Elle est drainée par la Moselle et le ruisseau de Pre Berteau.
La Moselle, d’une longueur totale de 560 kilomètres, dont 315 kilomètres en France, prend sa source dans le massif des Vosges au col de Bussang et se jette dans le Rhin à Coblence en Allemagne.

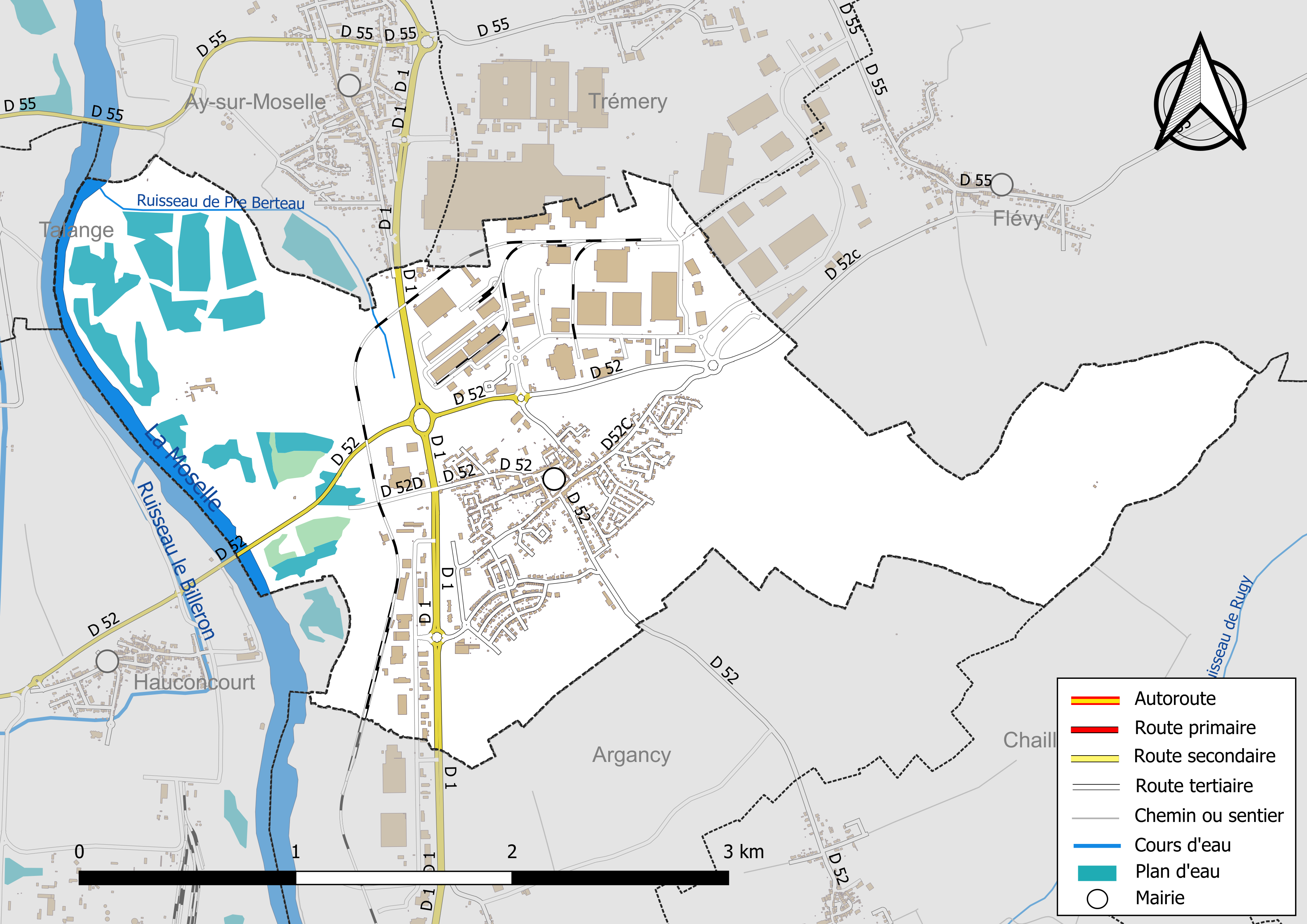
Réseaux hydrographique et routier d'Ennery.

La qualité des eaux des principaux cours d’eau de la commune, notamment de la Moselle, peut être consultée sur un site dédié géré par les agences de l’eau et l’Agence française pour la biodiversité.

### Intercommunalité
Commune membre de la Communauté de communes Rives de Moselle.

## Urbanisme

### Typologie
Au 1er janvier 2024, Ennery est catégorisée bourg rural, selon la nouvelle grille communale de densité à sept niveaux définie par l'Insee en 2022.
Elle appartient à l'unité urbaine d'Ay-sur-Moselle, une agglomération intra-départementale regroupant quatre communes, dont elle est ville-centre,,. Par ailleurs la commune fait partie de l'aire d'attraction de Metz, dont elle est une commune de la couronne,. Cette aire, qui regroupe 245 communes, est catégorisée dans les aires de 200 000 à moins de 700 000 habitants,.

### Occupation des sols
L'occupation des sols de la commune, telle qu'elle ressort de la base de données européenne d’occupation biophysique des sols Corine Land Cover (CLC), est marquée par l'importance des territoires artificialisés (34,7 % en 2018), en augmentation par rapport à 1990 (21,4 %). La répartition détaillée en 2018 est la suivante :
terres arables (26,3 %), zones industrielles ou commerciales et réseaux de communication (21 %), eaux continentales (20,7 %), zones urbanisées (13,7 %), forêts (12,8 %), prairies (5,6 %). L'évolution de l’occupation des sols de la commune et de ses infrastructures peut être observée sur les différentes représentations cartographiques du territoire : la carte de Cassini (XVIIIe siècle), la carte d'état-major (1820-1866) et les cartes ou photos aériennes de l'IGN pour la période actuelle (1950 à aujourd'hui).

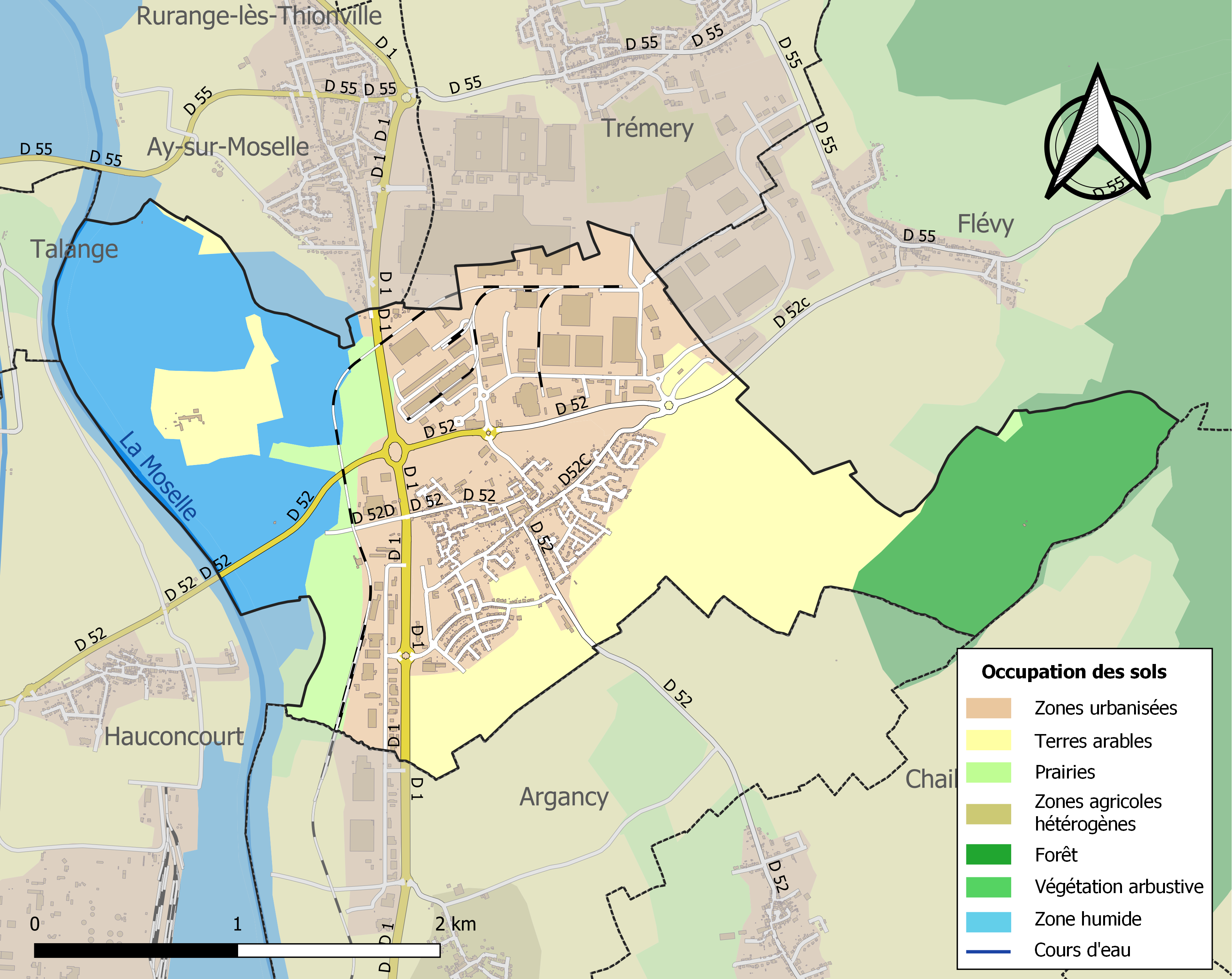
Carte des infrastructures et de l'occupation des sols de la commune en 2018 (CLC).

## Toponymie
- Anciennes attestations et mentions d’Ennery[16],[17] : Hunneriaca villa in pago Musellense (898) ; Unreich (1067) ; Aneriacum (1181) ; Henerey (1224) ; Hennery (1225) ; Ennerey (1256) ; Annerey (1315) ; Anerey (1317) ; Haultchetel-d'Ennery (XVe siècle) ; Annery (1408) ; Anery (1437) ; Annerey (1441) ; Haut-chastel-d'Ennery (1480) ; Aignery (1514) ; Underchin (1529) ; Onderichen (1536) ; Anereyum, Annereyum, Anneceyum, Ennecey (1544) ; Onnerich (1551) ; Underich (1561) ; Eneri (1638) ; Henery (1644) ; Ennereyum (1668) ; Ennerie (1713).
- Ennerchen (1915–18) ; Hochschloß (1940–44).
- Ennerschen[18] ou Enerchen en francique lorrain.

## Histoire
Ennery est un endroit très ancien, déjà cité en 898 dans les annales de Gorzco Hartulars.
En 881, Ennery a dû être détruit par les Vikings[réf. nécessaire]. Ennery appartenait avec toutes les terres d'alentour à l'église de Metz.
En 1065, Ennery est tombé au pouvoir d'une famille seigneuriale du nom de Enntry.
En 1172, Frédéric de Pluvoise, évêque de Metz, fait l'acquisition d'Ennery pour l'évêché (partie Haut Châtel et donjon).
Puis, la possession de l'église de Metz, fut donné en fief à des particuliers. En 1236, Ennery devient la propriété de Robert, comte de Fleuranges, qui prend le titre de "Sires de Florehanges et d'Annerey".
Dans la première moitié du XIIIe siècle, Ennery a été partagé entre les seigneurs de Fenetrange, de Florchinger et de Rodemachern.
Au commencement du XIVe siècle, Thiébault de Heu, maître-échevin de la ville de Metz, fait l'acquisition du village.
En 1360, Thiébaut de Heu acquiert la totalité du domaine d'Ennery. Le château-haut d'Ennery que Wernzel de Luxembourg avait détruit en 1380 est reconstruit par Nicolas de Heu en 1390. Nicolle IV de Heu offrit à Ennery la place du village (actuellement place Robert Schumann). Scellé dans le mur d'une maison, en prolongement de la mairie, on peut voir un cartouche discret, pouvant passer inaperçu, car placé à environ 6 mètres du sol. En le regardant, on ne saisit pas de prime abord de quoi il est question, car écrit en latin, et l'on pourrait passer son chemin sans chercher à comprendre. Pourtant, ce cartouche se révèle d'une grande importance pour les habitants d'Ennery tant sur le plan historique que sur celui de la vie actuelle puisqu'il est question de la grande place du village que Nicolle IV de Heu a bien voulu mettre à la disposition de la population d'hier et d'aujourd’hui.
Le village disparu d'Angeldorf était situé sur le ban de la commune, mentionné pour la dernière fois en 1406.
La commune appartient Colignon de Heu en 1420. Elle appartiendra à cette famille jusqu'à son extinction, vers la fin du XVIe siècle.
Ennery était avant la Révolution une paroisse catholique de l'archiprêtre de Rombas. Appartenaient à la paroisse jusqu'en 1808, Chailly, et jusqu'en 1828, Rugy.
Lieu de résidence de nombreux juifs, Ennery disposait d'une synagogue. Construite en 1819, elle était située 7, rue des Jardins, à l'arrière d'une maison d'habitation. La galerie des dames, en bois avec de beaux motifs décorés, est encore en bon état et représente un élément important du patrimoine local. Le bâtiment du culte, devenu propriété privée en 1963, sert à présent de remise. On y accède par une demeure qui servait autrefois et au ministre officiant et de centre communautaire à partir de 1823.

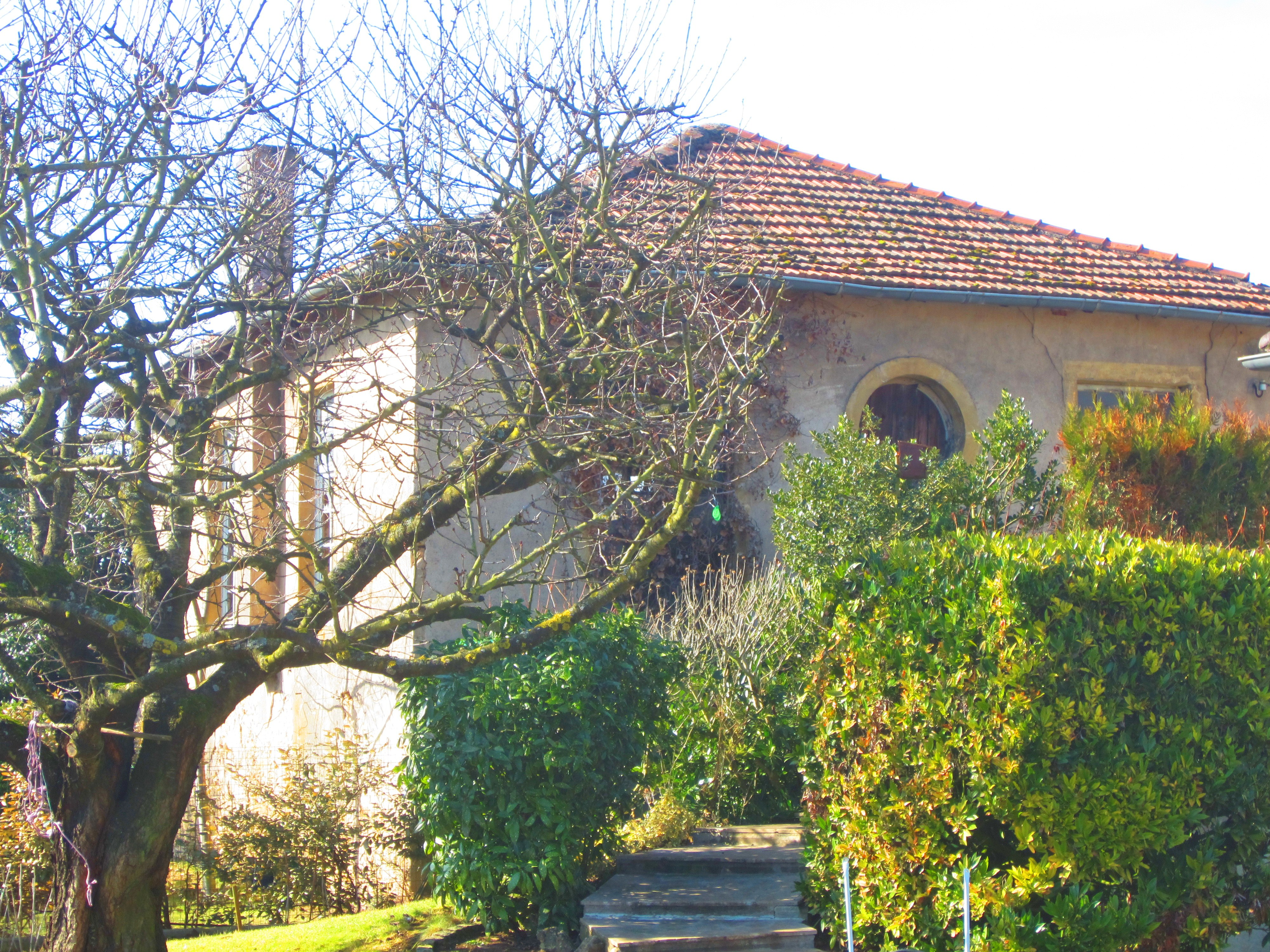
L'ancienne synagogue.

En 1937, il ne restait que sept familles juives à Ennery et le dernier office a été célébré à Pâques 1940. Le 15 juin 1947, le consistoire décida de dissoudre la communauté d'Ennery et de rattacher les familles restantes (notamment les familles Baron, Lévy et Moïse) à celles d'Hagondange. La synagogue a été désaffectée en 1957 et inscrite sur l'inventaire des monuments historiques en 1984.
Le cimetière, situé à la sortie du village en direction de Flévy, abrite les corps des membres de la communauté ainsi que ceux des localités voisines. Ce cimetière a été ouvert au XVIIIe siècle lorsque l'ancien cimetière, utilisé par la communauté de Luttange, fut abandonné.

### Fouilles archéologiques
En 1935, Jules Barbe, exploitant agricole et maire du village, entreprit d’extraire d’un de ses prés le sable qui s’y trouvait à faible profondeur. C’est ainsi que furent mises au jour les premières sépultures mérovingiennes.
En l'absence de règlementation archéologique, les travaux se poursuivirent quelques années, mais de manière épisodique, jusqu’à ce que les autorités allemandes fassent procéder à une fouille en règle, sous la direction d'Emile Delort.
Les travaux durèrent trois mois et demi, du 30 juin au 15 octobre 1941.
La nécropole mérovingienne était localisée à environ 200 mètres à l’ouest du village, à 150 mètres du carrefour des routes Metz-Thionville et Maizières-lès-Metz-Ennery, au lieu-dit « les trois arbres », aujourd’hui dans une zone industrielle. Cette nécropole comprenait 83 tombes, dont une sépulture double, toutes orientées vers l'est. Parmi le mobilier retrouvé, deux épées longues, des scramasaxes, haches, pointes de lances, boucles et plaques en bronze et une grande quantité de verrerie et de céramique, ainsi que des monnaies du IVe siècle. La nécropole a été implantée sur une petite terrasse - en fait un ancien bras de la Moselle qui coule à présent à 500 mètres à l’ouest - dominant un ruisseau. Ainsi s’explique l’existence de sable, omniprésent sous à peine un mètre de terre.
Mais ce n'est pas qu'une nécropole mérovingienne qui fut découverte par hasard en 1935, c'est un site occupé depuis une bonne dizaine de siècles. En effet, les tombes n'avaient pas été établies sur un sol vierge, tant s'en faut. Les objets trouvés dans les tombes et à proximité permirent d'établir que le site d'Ennery était occupé depuis l'époque gallo-romaine.
Les fouilles réalisées par le service régional de l’archéologie de Lorraine en 1990, 1991, 1992 et 1993 sur les diverses zones industrielles implantées sur le ban communal d'Ennery, ont permis la découverte de plusieurs sites intéressants. Ces sites ont révélé la présence de nécropoles du Néolithique et de l’âge du fer, des traces d’occupation du Néolithique moyen et final, du bronze final et de l’âge du fer ainsi que des habitats de l’âge du bronze final, de l’âge du fer et de l’époque romaine.
Depuis 1990, le service régional de l'archéologie de Lorraine entreprend des fouilles préventives sur les différents sites industriels. Ces opérations ont permis de découvrir de nombreux sites archéologiques recouvrant plusieurs périodes, depuis le Néolithique moyen (4500 ans avant Jésus-Christ) jusqu'au XVIIe siècle, illustré par la tombe militaire. La dernière découverte faite à Ennery s'inscrit parmi les plus importantes de ces dernières années. Il s'agit d'une statue menhir qui constituait la stèle funéraire d'une nécropole. C'est la plus ancienne trace d'art figuratif retrouvée en Lorraine, puisqu'elle date de 2500 ans avant Jésus-Christ. Il s'agit d'un mégalithe d'un poids de 500 kg environ en grès rose, décoré de bandes hachurées obliques limitées par un trait continu ainsi que par des ronds et des traits pouvant ressembler à une spirale et un poignard. Lors de ces dernières fouilles, la présence de quelques artefacts en pierre témoignent des premiers passages de l'homme aux époques paléolithique et mésolithique, c’est-à-dire juste avant la période néolithique.

## Politique et administration
| Période                                  | Période   | Identité         | Étiquette | Qualité    |
| ---------------------------------------- | --------- | ---------------- | --------- | ---------- |
| Les données manquantes sont à compléter. |           |                  |           |            |
| ?                                        | ?         | Jean Bussienne   |           |            |
| Maire en 1977                            | 1983      | Marcel Decker    |           |            |
| 1983                                     | 1989      | Henri Kaczmarek  |           |            |
| mars 1989                                | mars 2014 | Jean-Marie Bauer | DVD       | Professeur |
| mars 2014                                | en cours  | Ghislaine Melon  | SE        | Retraitée  |

### Budget et fiscalité 2022

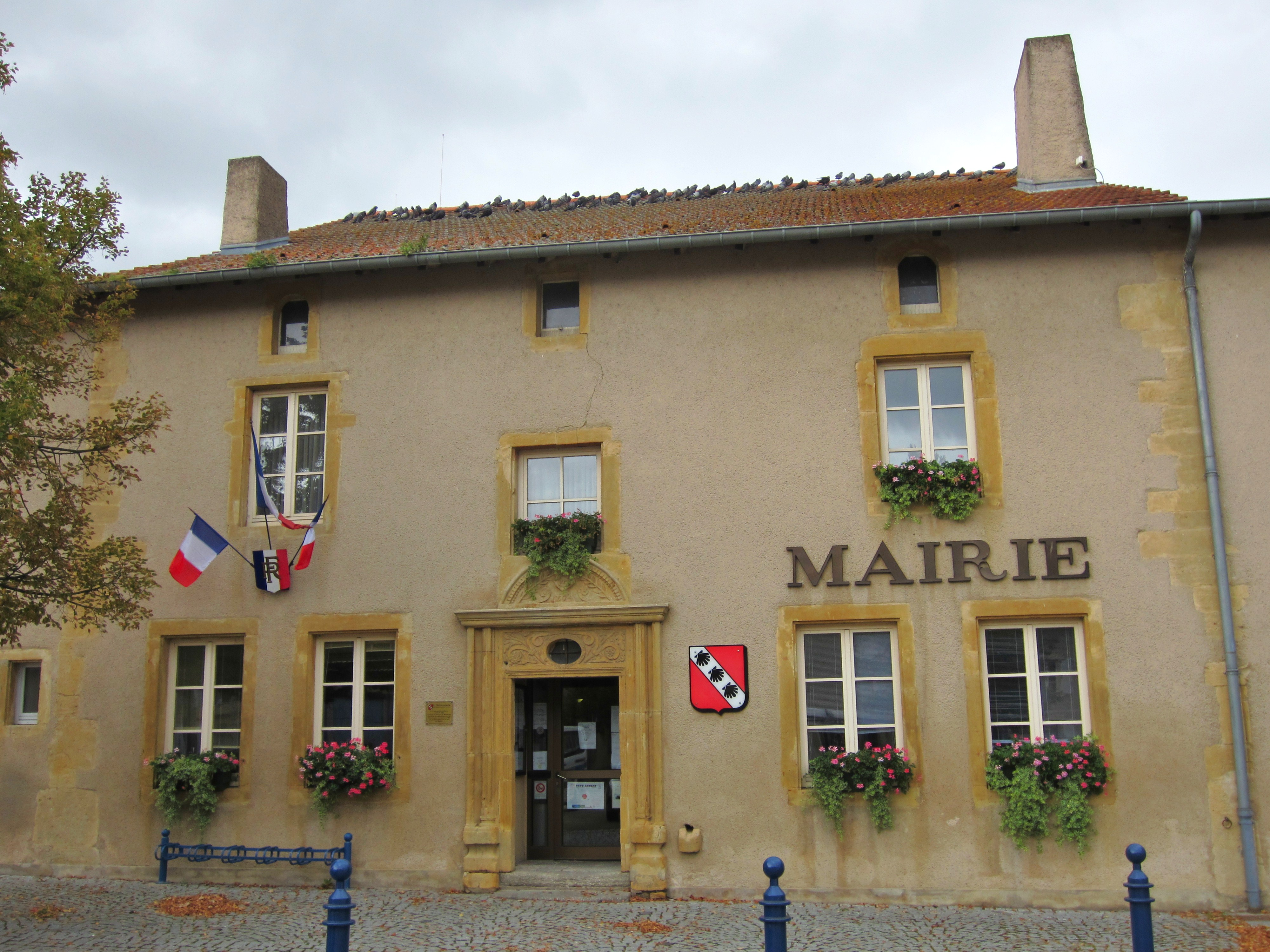
La mairie.

En 2022, le budget de la commune était constitué ainsi :
- total des produits de fonctionnement : 2 703 000 €, soit 1 239 € par habitant ;
- total des charges de fonctionnement : 2 354 000 €, soit 1 079 € par habitant ;
- total des ressources d'investissement : 1 254 000 €, soit 575 € par habitant ;
- total des emplois d'investissement : 2 181 000 €, soit 999 € par habitant ;
- endettement : 883 000 €, soit 409 € par habitant.

Avec les taux de fiscalité suivants :
- taxe d'habitation : 8,45 % ;
- taxe foncière sur les propriétés bâties : 22,80 % ;
- taxe foncière sur les propriétés non bâties : 44,33 % ;
- taxe additionnelle à la taxe foncière sur les propriétés non bâties : 0,00 % ;
- cotisation foncière des entreprises : 0,00 %.

Chiffres clés Revenus et pauvreté des ménages en 2020 : médiane en 2020 du revenu disponible, par unité de consommation : 26 660 €.

## Population et société

### Démographie

#### Évolution démographique
L'évolution du nombre d'habitants est connue à travers les recensements de la population effectués dans la commune depuis 1793. Pour les communes de moins de 10 000 habitants, une enquête de recensement portant sur toute la population est réalisée tous les cinq ans, les populations de référence des années intermédiaires étant quant à elles estimées par interpolation ou extrapolation. Pour la commune, le premier recensement exhaustif entrant dans le cadre du nouveau dispositif a été réalisé en 2005.

En 2022, la commune comptait 2 313 habitants, en évolution de +15,07 % par rapport à 2016 (Moselle : +0,52 %, France hors Mayotte : +2,11 %).
| 1793 | 1800 | 1806 | 1821 | 1836 | 1841 | 1861 | 1866 | 1871 |
| ---- | ---- | ---- | ---- | ---- | ---- | ---- | ---- | ---- |
| 451  | 455  | 497  | 512  | 568  | 569  | 549  | 486  | 420  |

| 1875 | 1880 | 1885 | 1890 | 1895 | 1900 | 1905 | 1910 | 1921 |
| ---- | ---- | ---- | ---- | ---- | ---- | ---- | ---- | ---- |
| 406  | 405  | 402  | 379  | 362  | 364  | 374  | 414  | 378  |

| 1926 | 1931 | 1936 | 1946 | 1954 | 1962 | 1968 | 1975  | 1982  |
| ---- | ---- | ---- | ---- | ---- | ---- | ---- | ----- | ----- |
| 397  | 411  | 384  | 356  | 369  | 380  | 637  | 1 325 | 1 656 |

| 1990  | 1999  | 2005  | 2006  | 2010  | 2015  | 2020  | 2022  | - |
| ----- | ----- | ----- | ----- | ----- | ----- | ----- | ----- | - |
| 1 743 | 1 758 | 1 659 | 1 645 | 1 715 | 1 972 | 2 230 | 2 313 | - |

### Enseignement
Établissements d'enseignements :
- Écoles maternelle et primaire sur la commune.
- Collèges à Talange, Maizières-lès-Metz, Hagondange, Vigy, Amnéville.
- Lycées à Talange, Hagondange, Rombas.

### Santé
Professionnels et établissements de santé:
- Médecins à Ennery, Argancy, Ay-sur-Moselle, Trémery, Talange.
- Pharmacies à Ennery, Talange, Maizières-lès-Metz, Hagondange.
- Hôpitaux à Maizières-lès-Metz, Marange-Silvange, Metz.

### Cultes
- Culte catholique, Secteur paroissial de Vigy-Ennery[35], Diocèse de Metz.

## Économie

### Entreprises et commerces

#### Agriculture
- Culture et élevage associés.
- Culture de céréales, de légumineuses et de graines oléagineuses.
- Culture et élevage associés.
- Élevage d'autres animaux.

#### Tourisme
- Hébergements et restauration à Talange, Maizières-lès-Metz, Hagondange, Amnéville.

#### Commerces
- Commerces et services de proximité.
- Le siège de France Pare-brise est basé dans cette commune.
- Zone Eurotransit (le premier pôle logistique de l’est de la France), avec GAROLOR géré par la Chambre de commerce et d'industrie de la Moselle.

## Jumelages
Ennery est jumelée avec la commune de  Janaillat depuis le 8 mai 1994. Ce village a accueilli un grand nombre d'expulsés d'Ennery durant la Seconde Guerre mondiale. Certains des habitants y sont nés.
Cette commune de Moselle est également jumelée avec la commune d'  Ennery dans le Val-d'Oise depuis le 15 août 2012. Ce jumelage est l'aboutissement d'une rencontre entre les enfants des clubs de judo des deux communes au nom commun.

## Culture locale et patrimoine

### Lieux et monuments

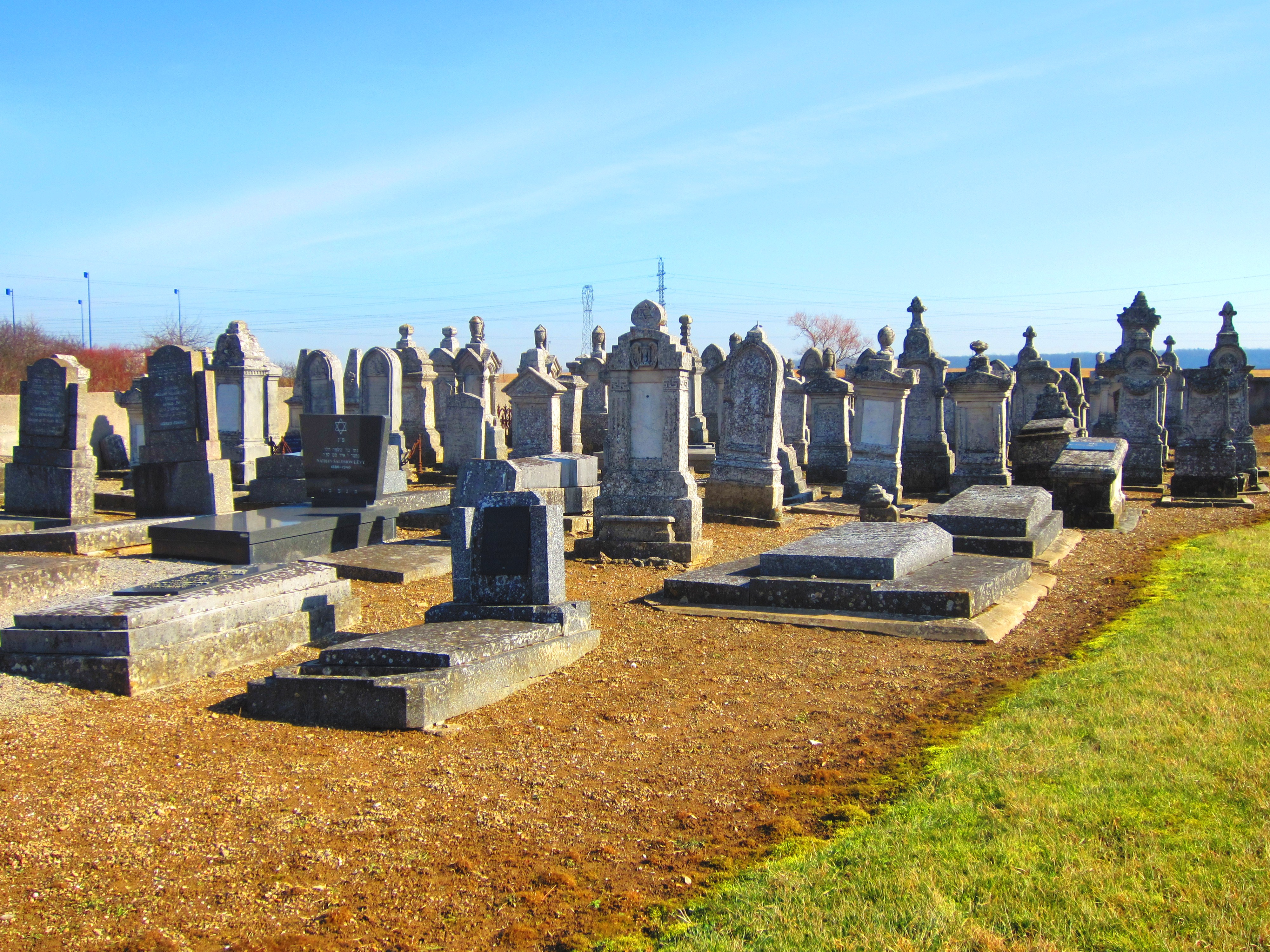
Cimetière israélite

- synagogue construite en 1819[37], aujourd'hui désaffectée, est inscrite au titre des monuments historiques depuis l'arrêté du 22 octobre 1984[38].
- cimetière israëlite, 1830 en remplacement de celui de Flévy.
- la « nouvelle croix de Flévy », restaurée en 1988, on peut y lire l’inscription « O crux ave spes-unic » ;
- porche de la mairie, linteau à deux supports, l’un avec un écusson entoré de deux branches d’olivier, symbole de docer et de paix daté de 1604 ; le second avec sa petite lucarne « Gardons la loi du seigneur notre dieu et nos fhorces renaîtront. » ;
- oratoire de Marie-l’Immaculée-Conception, sur la route de Chailly, avec l’inscription « Donnez la paix à l'Algérie, protégez tous nos soldats, 1956. »
- Monument aux morts[39] : Conflits commémorés : Guerres 1914-1918 - 1939-1945.

#### La Belle-Croix

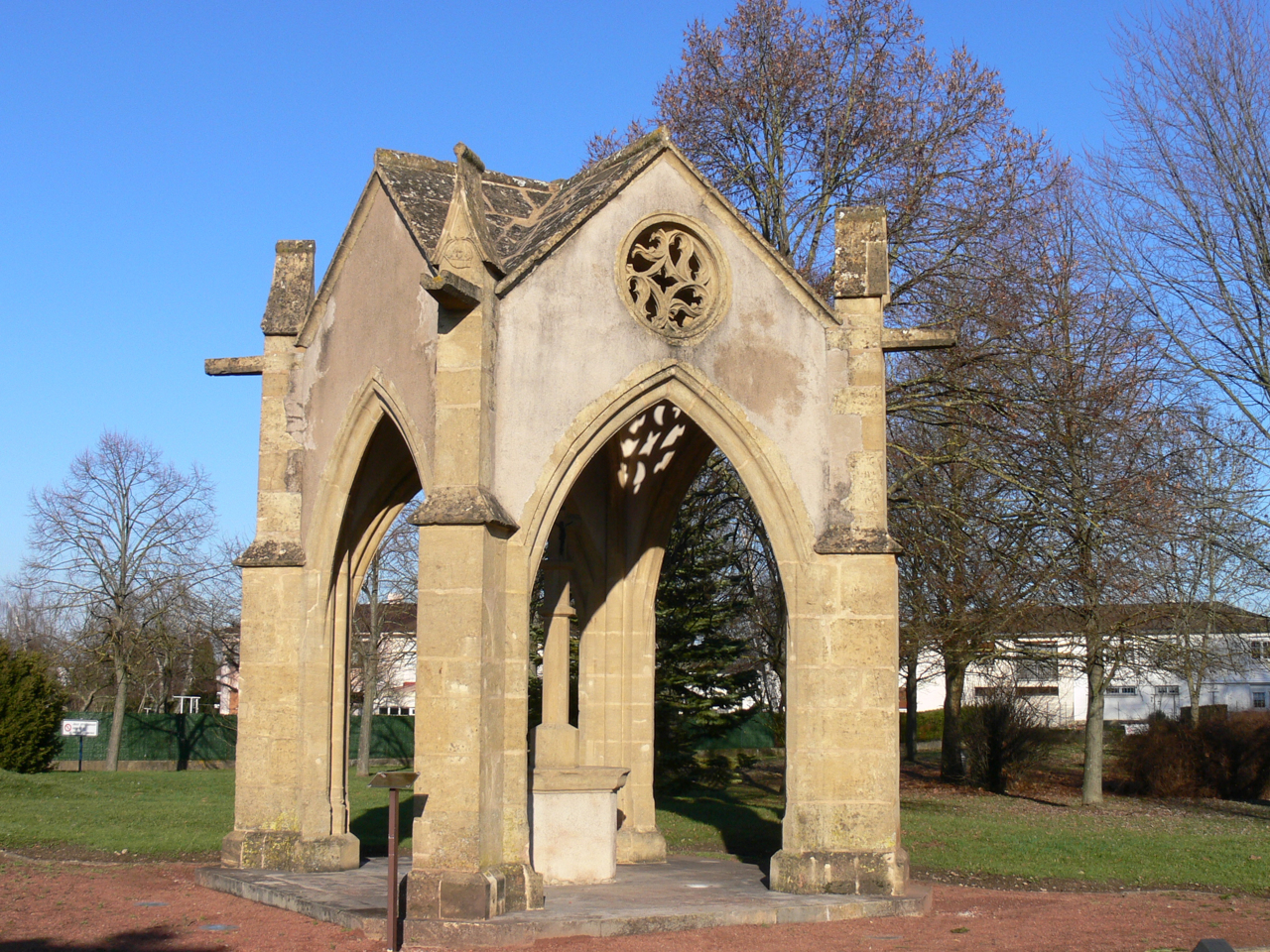
La Belle-Croix.

Lorsque l'on venait par la route de Hauconcourt, on apercevait un petit édifice qui abritait une croix et qui porte le nom de la Belle-Croix.
Cet édifice se compose d'une voûte en croisée d'ogive appuyée contre quatre contreforts angulaires, et dont les nervures, se coupant à angle droit, se prolongent, sans tailloirs ni chapiteaux, jusqu'à une base octogonale reposant sur le sol dans chacun des angles de la petite chapelle.
La croix, renversée par les jours néfastes de la Révolution, a été rétablie au début du XXe siècle. Elle n’était pas dénuée d'une certaine élégance, mais son style n’était pas assorti avec celui de l'édicule qui l'abritait. En 1921, l'édifice fut classé au répertoire des monuments historiques de France.
Durant la Seconde Guerre mondiale, la croix fut enlevée pour être mise en sécurité dans une maison, mais elle ne fut jamais retrouvée. En 1976, des jeunes du village redonnèrent un peu de vie à cet édifice en retrouvant deux statuettes. Les quêtes faites aux messes dominicales permirent de racheter une nouvelle croix. Le dimanche 12 décembre 1976, le monument restauré est béni. En 1978, le doublement de la route départementale, qui passe à l’entrée du village, rend obligatoire son déplacement. Il est réédifié à 48 mètres de son ancien emplacement.

#### L'église Saint-Marcel d'Ennery

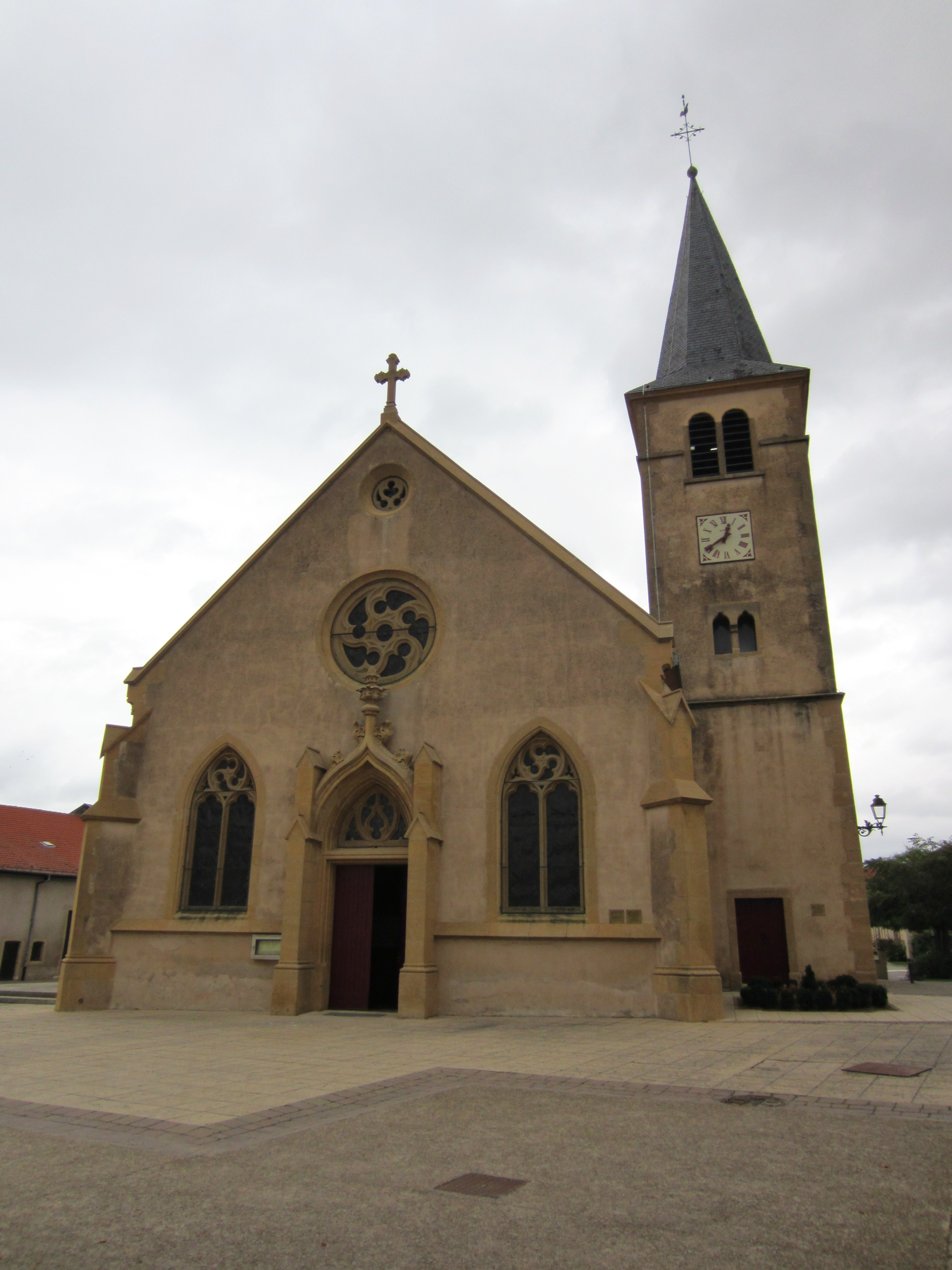
L'église Saint-Marcel.

L'église d'Ennery occupe le fond d'une place plantée d'arbres et bordée sur le côté droit par des bâtiments d'une belle uniformité, dont la mairie. Cette place fut donnée aux habitants par Nicolas IV de Heu, conseiller de l'empereur Charles V dit Charles Quint, en 1537. Une plaque apposée sur la façade de la maison Folny, 4 place Robert Schuman, rappelle cette donation.
Cette église a été construite par les templiers à la fin du XVe siècle. Elle ne se composait alors que du sanctuaire et du chœur. Elle renferme, dans le chœur et le transept, qui ont conservé intacte leur ancienne architecture, des détails d'un remarquable intérêt.
Le chœur, terminé par une abside semi-hexagonale, est éclairé par trois fenêtres géminées de forme ogivale, ayant à peu près un mètre de large sur deux mètres de hauteur. Les nervures des voûtes se prolongent pour former les colonnes, sans interposition de chapiteaux ni de tailloirs. Dans le chœur, ces nervures se découpent, de manière à former un faisceau de cinq colonnettes. Aux clefs de voûte on trouve cinq fois le blason des de Heu : coquille de sable sur champ de gueules. Le transept comprend une travée avec voûte étoilée entre deux travées à voûtes croisées. Les branches du transept sont éclairées par deux grandes fenêtres de même forme, d'un mètre trente sur deux mètres cinquante environ.
L'église a été restaurée et agrandie en 1857. On lui a élevé, sur la place, une nouvelle façade ornée d'un portail que décorent des crochets et des pyramides, et que surmonte une rosace élégante. La grande nef est surmontée d'une voûte en ogive moderne, supportée par des piliers carrés sans chapiteaux ; les collatéraux n'ont qu'un plafond plat.
Ce qui constitue la véritable richesse de l'église d'Ennery, ce sont les admirables vitraux qui décorent les fenêtres du chœur et du bras gauche du transept. Ces vitraux (datés de 1548) sont du grand peintre-verrier Valentin Bousch et ont été classés au répertoire des Monuments historiques le 18 novembre 1970.
Les fenêtres du chœur sont décorées des images de Saint Arnould et Sainte Catherine à gauche ; de Saint Sébastien et de Saint Roch au milieu ; de Saint Hubert et de Saint Jean-Baptiste à droite. Toutes ces figures, merveilleusement conservées, sont surmontées d'un petit sujet, composé d'un ange jouant de la trompette du haut d'une tour, et aux pieds de cette tour de deux autres anges jouant de la cithare et du violon. Au-dessous est une ornementation en rinceaux qui sort des ateliers de M. Maréchal. Le quatrefeuille qui remplit l'espace au-dessus du meneau contient un soleil rayonnant.
Orgue neuf, par la Manufacture d’orgues Blumenroeder de Haguenau,,.

#### Le château d'Ennery

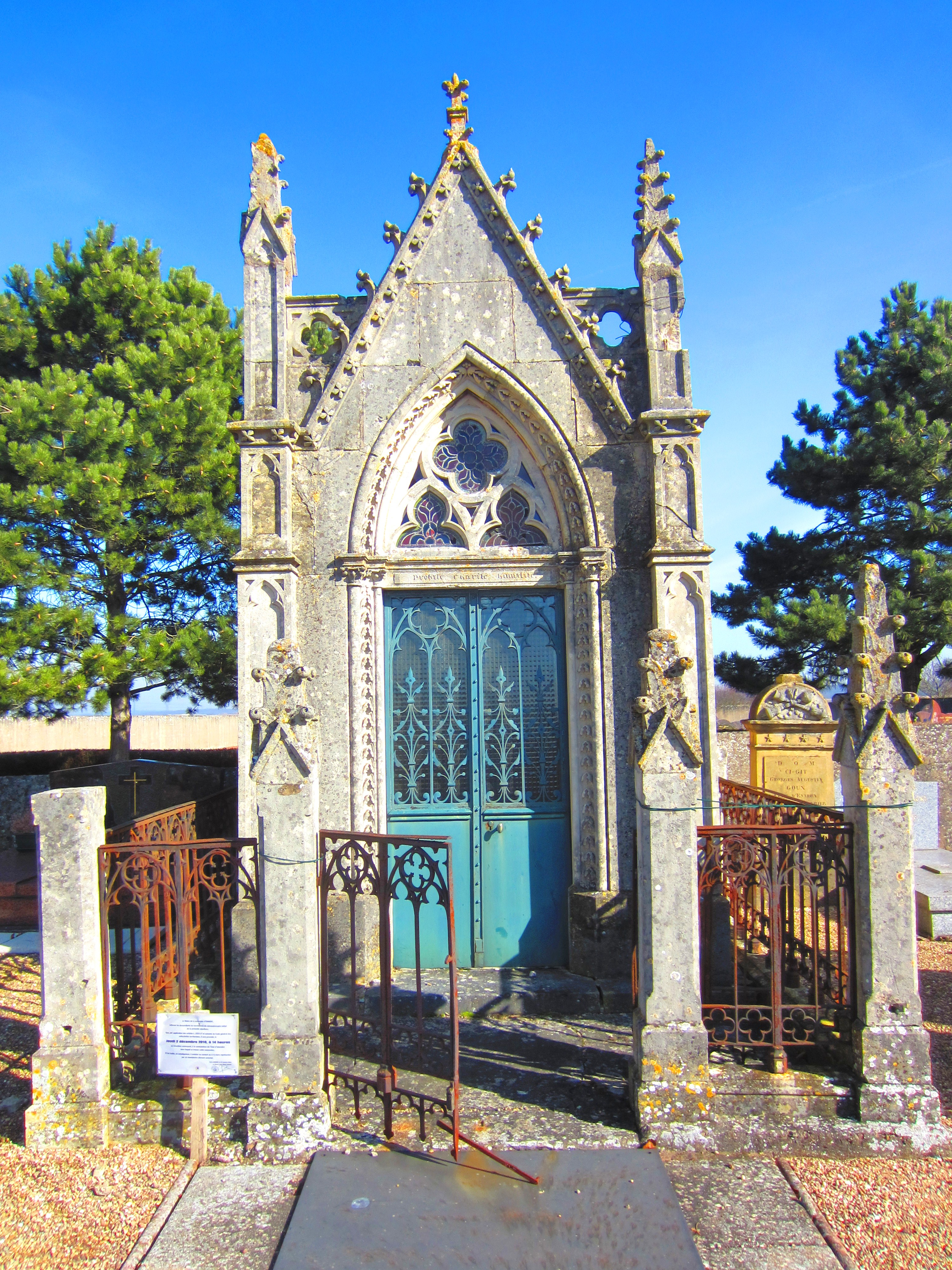
Chapelle sépulcrale des seigneurs d'Ennery au cimetière.

Il a été construit en 990. À cette époque, le propriétaire du château était le duc de Brandebourg qui, pendant son voyage en Terre Sainte pour délivrer le tombeau du Christ, a perdu sa femme la duchesse de Brandebourg. Elle repose sous l'autel de la Vierge (à gauche vers l'autel en venant de la porte principale) dans l'église d'Ennery qui à cette époque était la chapelle du château. Le grand vitrail qui est sur le côté de cet autel la représente avec sa robe de velours rouge et sa couronne de Duchesse en or, telle qu'elle y est enterrée, ceci d'après les archives de Metz, si elles existent encore..., qui lui donnaient 22 ans. C'est le grand-père de la grand-mère de la Marquise de Beauregard, née de Tocqueville, qui l'a découverte en faisant agrandir la chapelle pour en faire une église qu'il a donnée au village.
Il ne faut considérer le château d’Ennery que comme la citadelle d’une place fortifiée.
Le village, en effet, était revêtu d’un caractère défensif. Il était entouré d’une solide muraille, percée de meurtrières, qui ne s’ouvraient qu’à deux endroits opposés. C’était la porte haute, qui communiquait avec les villages situés à l’est, et la porte basse qui donnait accès sur les rives de la Moselle. Il y avait aussi, sans doute, aux angles de la muraille et aux endroits exposés, ainsi que de chaque côté des portes, des tours percées de meurtrières et munies de créneaux et présentant plusieurs étages de feux.
De même que dans la plupart des villages fortifiés des environs de Metz, tous ces vestiges d’une époque lointaine ont disparu, même les deux portes. Le château, de forme presque carrée, était établi dans la partie la plus élevée du village et formait un bâtiment massif, défendu par quatre tours d’angle et entouré d’un large fossé. C’était l’habitation du seigneur et son dernier refuge lorsque l’ennemi s’était emparé du village. Un pont-levis conduisait de la plate-forme dans un deuxième réduit, également entouré de fossés et où s’élevaient les bâtiments des communs et les logements occupés par les défenseurs. En face de la porte d’entrée, un deuxième pont-levis reliait la fortification au village.
On comprend qu’avec un système aussi étendu, le château d’Ennery, comme celui de Vry, ait figuré parmi les meilleures places fortes du pays messin. Si la garnison était sur ses gardes, il n’était possible de s’en emparer qu’au moyen de l’artillerie, dont l’emploi était plutôt rare. La population était à l’abri des coups de main de ces bandes indisciplinées qui désolaient les campagnes. De fait, le château ne fut jamais pris que par des armées munies de bouches à feu ou par trahison, comme en 1418. Cette année-là, la cité d'Ennery, qui avait une citadelle défendue par une garnison et de l'artillerie, fut prise par Ferry de Chambley. Le Duc de Lorraine la reprit et la rendit aux Messins qui y établirent le gouverneur Henry de Bahengnon, leur allié. Hélas, ce dernier les trahit en introduisant dans le château, au moyen de tonneaux, une troupe de gens d'armes qui le livrèrent à Vinchelin et à Henry de la Tour alors en guerre avec les Messins qui avaient contribué à la destruction du château de Sanry qui appartenait à ces deux seigneurs. En 1420, des soldats de Metz rencontrèrent Bahengnon, l'arrêtèrent et le conduisirent devant les magistrats de cette cité qui le condamnèrent au pilori devant la cathédrale ; de là, il fut traîné sur la claie jusqu'au pont des Morts où on l'écartela.
En 1552, un peu avant l'arrivée de Charles Quint, les seigneurs de Metz allèrent attendre à Ennery le Duc de Guise.
En 1667, une ordonnance royale qui confère le titre de commandant du château d'Ennery au sieur Berot, montre qu'Ennery, au XVIIe siècle, était tout à fait passé à l'état de forteresse classée en raison de l'importance de ses fossés et de la solidité de ses remparts. Voici les termes de ce brevet : « Le Roy ayant jugé nécessaire pour son service de faire établir garnison dans le château d'Ennery, au pays messin, et voulant pourvoir à ce qu'elle y soit commandé par une personne capable de s'employer utilement à la garde dudit château, Sa Majesté à choisy le Sieur Berot, à qui il appartient pour avoir le dit commandement, ordonner aux gens de guerre estant et pouvant y estre envoyé en garnison ce qu'ils y auront à faire pour le service de Sa Majesté ». Fait à Paris le 10 décembre 1667 - Louis Letellier.
La famille de Heu marqua l’histoire de cet édifice et du village pendant plus de deux siècles. Le château fut rénové à maintes reprises mais ces restaurations l’avaient déparé. Le toit de la bâtisse s’est effondré en 1960 lorsqu’un avion passa le mur du son. Propriété privée, il est maintenant envahi par la végétation et sert de refuge aux oiseaux.

### Personnalités liées à la commune
- Louis Pierson, (né le 10 février 1846), député protestataire lorrain au Reichstag[48].
- Michel Vergnier, député de la première circonscription de la Creuse et maire de la commune de Guéret est né et a grandi à Ennery.
- Marie-Charlotte Vautrain, native d'Ennery, épouse en 1786 Karl Bochsa, hautboïste dans un régiment stationné à Montmédy et donne naissance à Nicolas Bochsa, harpiste célèbre et excentrique du XIXe siècle.
- La famille juive Lippmann, dont un descendant, Gabriel Jonas Lippmann, né à Hollerich, Grand Duché de Luxembourg le 16 août 1845, a obtenu le prix Nobel de physique en 1908, est originaire d'Ennery. Gabriel Jonas Lippmann est décédé à bord du paquebot France le 13 juillet 1921 en route d'Amérique du Nord vers l'Europe.
- La famille Samuel Samson Chamchain, dont un descendant, Emmanuel Samson Chamchain (1860-1926), né et décédé à Paris, est originaire d'Ennery. Emmanuel Samson est un peintre et sculpteur animalier. Il fait partie des artistes ayant exprimé leur art à Montmartre au tournant du vingtième siècle.
- Eugène Chabeaux, né le 19 novembre 1882 et décédé en septembre 1982 était le doyen d'Ennery.

### Héraldique
| Blason | Blasonnement : De gueules à la bande d’argent chargée de trois coquilles de sable. Commentaires : Ce sont les armes de la famille de Heu, membre des paraiges messins, qui a possédé la baronnie d’Ennery de 1324 au début du XVIIe siècle. |